# Kiki Vissers
Kiki Vissers (Helmond, 28 april 2005) is een voetbalspeelster uit Nederland. Ze speelt als doelverdediger voor De Graafschap in de Vrouwen Eerste divisie.

## Clubcarrière
Kiki Vissers begon op zevenjarige leeftijd met voetballen bij VV Bruheze. Later voegde ze zich bij The White Boys. Bij beide teams speelde Vissers tussen de jongens. In het seizoen 2018/19 werd ze amateurkampioen met White Boys.
Voorafgaande aan het seizoen 2019/20 ging Vissers deel uitmaken van de jeugdopleiding van Borussia Mönchengladbach. Hier speelde ze vanaf 2020 haar wedstrijden voor het onder 17 team in de Bundesliga West/Südwest. In twee seizoenen tijd kwam Vissers tot 18 wedstrijden. Tevens maakte ze haar debuut in de selectie van het eerste elftal en mocht ze meetrainen.
In 2022 keert Vissers terug naar Nederland waar ze zich voegde in de jeugdopleiding van FC Twente. Ze speelde twee seizoen lang voor Jong FC Twente. Met Jong FC Twente weet Vissers op 18 december 2023 kampioen van Divisie B te worden waardoor ze met haar club in de tweede seizoenshelft van 2023/24 uitkwam in Divisie A.
Op 14 mei 2024 maakte Vissers voor het eerst onderdeel uit van de hoofdmacht van FC Twente in een KNVB Beker wedstrijd tegen Feyenoord. Negen dagen later maakt Vissers voor het eerst deel uit van de selectie van FC Twente in de Vrouwen Eredivisie in een wedstrijd tegen AZ.
Vissers tekende op 29 mei 2024 haar eerste profcontract bij FC Twente. Ze werd daarmee definitief overgeheveld van de beloften naar het eerste elftal. Vissers lag daarmee tot 2025 vast in Enschede en werd vanaf het seizoen 2024/25 vierde keepster in de eerste selectie achter Daniëlle de Jong, Olivia Clark en Fiene Bussman. Tegelijkertijd bleef ze haar minuten maken bij Jong FC Twente.
Vissers werd in het seizoen 2024/25 opnieuw landskampioen met FC Twente en wist eveneens de KNVB Beker te winnen. Na afloop van een Eredivisie Cupwedstrijd tegen FC Utrecht maakte FC Twente bekend dat Vissers ging vertrekken uit Enschede na het seizoen 2024/25. Op 4 juni 2025 vond Vissers in De Graafschap haar nieuwe club, waar ze met Linden Alkema en Ella Kers uitmaakt wie eerste keepster is in Divisie A van de Vrouwen Eerste divisie.

## Statistieken
| Seizoen | Club                         | Competitie             | Competitie | Competitie | Beker | Beker | Overig | Overig | Totaal | Totaal |
| Seizoen | Club                         | Competitie             | Wed.       | Dlp.       | Wed.  | Dlp.  | Wed.   | Dlp.   | Wed.   | Dlp.   |
| ------- | ---------------------------- | ---------------------- | ---------- | ---------- | ----- | ----- | ------ | ------ | ------ | ------ |
| 2020/21 | Borussia Mönchengladbach U17 | Bundesliga Süd/Südwest | 2          | 0          | 0     | 0     | 0      | 0      | 2      | 0      |
| 2021/22 | Borussia Mönchengladbach U17 | Bundesliga Süd/Südwest | 16         | 0          | 0     | 0     | 0      | 0      | 16     | 0      |
| 2023/24 | FC Twente                    | Vrouwen Eredivisie     | 0          | 0          | 0     | 0     | 0      | 0      | 0      | 0      |
| 2024/25 | FC Twente                    | Vrouwen Eredivisie     | 0          | 0          | 0     | 0     | 0      | 0      | 0      | 0      |
| 2025/26 | De Graafschap                | Vrouwen Eerste divisie | 0          | 0          | 0     | 0     | 0      | 0      | 0      | 0      |
| Totaal  | Totaal                       | Totaal                 | 18         | 0          | 0     | 0     | 0      | 0      | 18     | 0      |

Bijgewerkt t/m 4 juni 2025.

## Interlandcarrière
Tijdens haar periode als speelster van VV Bruheze, werd Kiki Vissers uitgenodigd voor een KNVB selectie meiden onder 14 jaar selectie zuid.

## Privé
Kiki Vissers woont bij een gastgezin in Oldenzaal en studeert fysiotherapie aan Hogeschool Saxion te Enschede.
1 Kers ·
2 Mulder ·
3 Kleine ·
4 Jansen ·
5 Hakkers ·
7 Visser ·
8 Hubert ·
9 Roddenhof ·
14 Joseph ·
15 Bolder ·
16 L. Alkema ·
17 Tijink ·
18 Klees ·
20 Reijenga ·
21 Verheij ·
22 Joosten ·
24 Reisner ·
25 Rothman ·
31 Snippe ·
Bouwman ·
Brummel ·
Lammers ·
Meeuwsen ·
De Reus ·
Vissers ·
Van Wershoven ·
Coach: Kleinhesselink